# Astrobunus scoticus
Astrobunus scoticus is een hooiwagen uit de familie van de Sclerosomatidae. De wetenschappelijke naam van Astrobunus scoticus gaat terug op Carl Frederick Roewer.